# 阿庞斯河
阿庞斯河（法語：Apance，法語發音：[apɑ̃s]）是法国大東部大區上马恩省与孚日省的河流，是索恩河的左支流，长34.4千米。